# Culex equinoxialis
Culex equinoxialis är en tvåvingeart som beskrevs av Floch och Emile Abonnenc 1945. Culex equinoxialis ingår i släktet Culex och familjen stickmyggor.
Artens utbredningsområde är Franska Guyana. Inga underarter finns listade i Catalogue of Life.